# Grete Eliassen
Grete Eliassen (Minneapolis, 19 september 1986) is een Noors-Amerikaanse freestyleskiester, die is gespecialiseerd op de onderdelen halfpipe en slopestyle.

## Carrière
Tijdens de wereldkampioenschappen freestyleskiën 2005 in Ruka veroverde Eliassen de bronzen medaille op het onderdeel halfpipe. Ze won de bronzen medaille op het onderdeel slopestyle tijdens de Winter X Games XIV in Aspen, op de Winter X Games XV behaalde ze opnieuw de bronzen medaille op het onderdeel slopestyle. Op de wereldkampioenschappen freestyleskiën 2011 in Deer Valley eindigde Eliassen als zevende op het onderdeel slopestyle. In de herfst van 2011 wisselde ze van nationaliteit en komt ze niet meer voor Noorwegen maar voor de Verenigde Staten in actie. Bij haar wereldbekerdebuut, in januari 2013 in Copper Mountain, scoorde ze direct wereldbekerpunten. In Voss nam Eliassen deel aan de wereldkampioenschappen freestyleskiën 2013, op dit toernooi sleepte ze de bronzen medaille in de wacht op het onderdeel slopestyle.

## Resultaten

### Wereldkampioenschappen
| Jaar | Plaats      | Resultaten    |
| ---- | ----------- | ------------- |
| 2005 | Ruka        | Halfpipe      |
| 2011 | Deer Valley | 7e Slopestyle |
| 2013 | Voss        | Slopestyle    |

### Wereldbeker
Eindklasseringen
| Seizoen   | Algm | SS  |
| --------- | ---- | --- |
| 2012/2013 | 216e | 47e |
| 2013/2014 | 69e  | 16e |